# Fimbrie

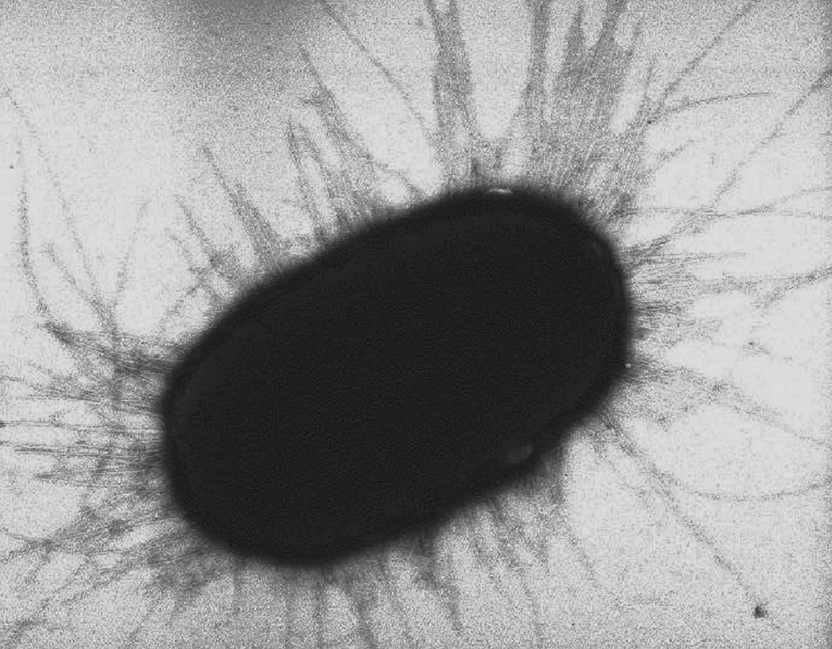
Escherichia coli z widocznymi fimbriami

Fimbria – włosowata struktura komórkowa. Niektóre bakterie posiadają ich setki. Występują u bakterii Gram-ujemnych, głównie z rodzaju Enterobacteriaceae (wyjątkowo u Gram-dodatnich – rodzaj Corynebacterium). Ich główną funkcją jest ułatwianie przylegania bakterii do innej komórki (np. w celu zainfekowania jej), czyli adhezji. Odmianą fimbrii pełniących ważną rolę w procesie zwanym koniugacją są fimbrie płciowe lub inaczej pile.
Większość bakterii posiadających fimbrie jest kojarzona z zakażeniami ZUM, czyli zakażeniami dróg moczowych (zapalenie pęcherza, odmiedniczkowe zapalenie nerek, zakażenie bezobjawowe – bakteriuria). Geny kodujące czynniki zjadliwości są umieszczone na tzw. wyspach patogenności – ruchomych elementach w obrębie operonu. Na jednej komórce bakteryjnej może występować jednocześnie kilka takich wysp, na których znajdują się geny kodujące różne rodzaje fimbrii.
Fimbrie są strukturami białkowymi, zbudowanymi z monomerów FimA, FimF, FimG i FimH.
Generalnie fimbrie można podzielić na podstawie stopnia zahamowania aglutynacji krwinek czerwonych (erytrocytów) na MR (mannozooporne) i MS (mannozowrażliwe).